# Antoni Wodziński

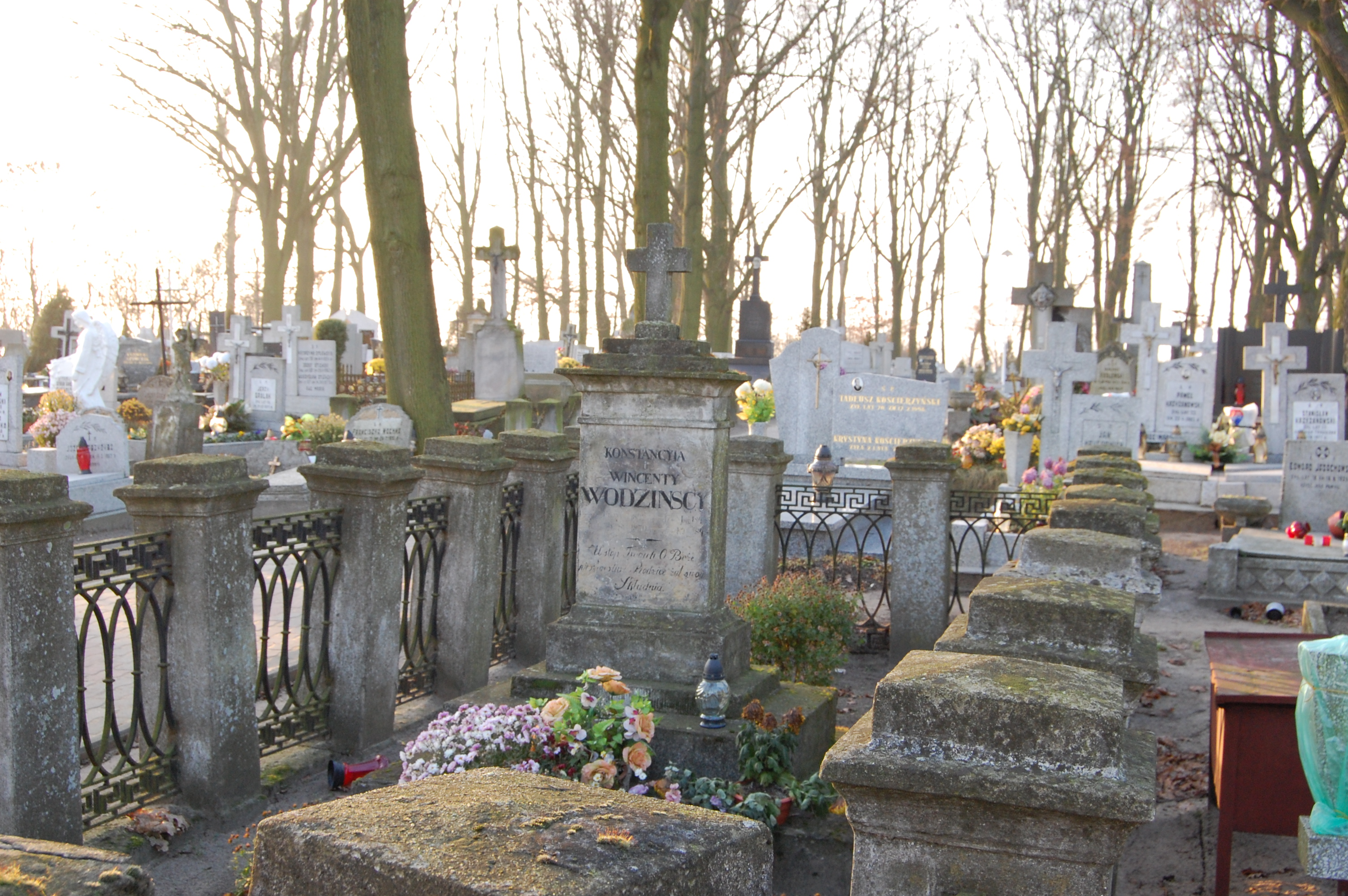
Rodzinny grobowiec Wodzińsich, w którym pochowano Antoniego

Antoni Wodziński (ur. 30 września 1848 lub w 1852 w Śmiłowicach, zm. 22 października 1928 w Służewie) – pisarz polski i francuski. Napisał m.in. Les trois romans de Frédéric Chopin (1886), szereg powieści francuskich, po polsku Listy z Paryża w „Słowie” (1882–1883), tłumacz utworów Sienkiewicza na język francuski.

## Życiorys
Był szóstym dzieckiem Feliksa Wodzińskiego i Łucji z Wolickich. Wnuk Wincentego, bratanek Marii. W młodości znalazł się we Francji. Uczęszczał na wykłady na wydziale prawa paryskiej Sorbony. Doskonale opanował język francuski, pisał głównie w tym języku. Także tłumaczył dzieła polskie na język francuski, w tym większość utworów Sienkiewicza. Przełożył Bez dogmatu, Rodzinę Połanieckich, a we współpracy z Ludwikiem Kozakiewiczem – Ogniem i mieczem, Potop, Pan Wołodyjowski.
Korespondował z Marią Konopnicką, Elizą Orzeszkową, Henrykiem Sienkiewiczem, Kazimierzem Przerwa-Tetmajerem, Kazimierzem Weyssenhoffem. Pisał artykuły do warszawskiego „Słowa” i poznańskiego „Dwutygodnika dla kobiet”. 
Jest pochowany w grobowcu rodzinnym Wodzińskich na cmentarzu w Służewie.